# Josef de Souza
Josef de Souza Dias (Rio de Janeiro, 1989. február 11. –), ismertebb nevén Souza, brazil labdarúgó, a Vasco da Gama középpályása.

## Pályafutása
Részt vett a 2009-es U20-as világbajnokságon, ahol a brazil U20-as válogatottal ezüstérmet szerzett.
2014. október 14-én mutatkozott be a brazil válogatottban a Japán ellen 4–0-ra megnyert barátságos mérkőzésen.

## Sikerei, díjai

### Klubcsapatokkal
Vasco da Gama
- Campeonato Série B: 2009

Porto
- Európa-liga: 2010–2011
- Portugál bajnokság: 2010–2011, 2011–12
- Portugál kupa: 2010–11
- Portugál szuperkupa: 2010, 2011

Beşiktaş
- Török bajnokság: 2020–21
- Török kupa: 2020–21
- Török szuperkupa 2021